# Achille Schelstraete
Achille Schelstraete (Bruges, 31 gennaio 1897 – Ypres, 4 dicembre 1937) è stato un calciatore belga, di ruolo centrocampista.

## Carriera

### Club
Ha sempre giocato nel campionato belga.

### Nazionale
Ha rappresentato la propria Nazionale alle Olimpiadi del 1924.